# Fabien Gilot
Fabien Pierre Aurélien Gilot (Denain, 27 aprile 1984) è un ex nuotatore francese.
Specializzato nelle gare veloci di stile libero, ha vinto la medaglia d'argento nella staffetta 4x100 m sl alle Olimpiadi di Pechino 2008; nella gara dei 100 m sl è arrivato invece 15º.

## Palmarès
- Giochi olimpici:

Pechino 2008: argento nella 4x100m sl.
Londra 2012: oro nella 4x100m sl.
Rio de Janeiro 2016: argento nella 4x100m sl.
- Mondiali

Barcellona 2003: bronzo nella 4x100m sl.
Melbourne 2007: bronzo nella 4x100m sl.
Roma 2009: bronzo nella 4x100m sl.
Shanghai 2011: argento nella 4x100m sl e nella 4x200m sl.
Barcellona 2013: oro nella 4x100m sl e nella 4x100m misti.
Kazan 2015: oro nella 4x100m sl e bronzo nella 4x100m misti.
- Mondiali in vasca corta

Dubai 2010: oro nella 4x100m sl, argento nei 100m sl e bronzo nella 4x200m sl.
Doha 2014: oro nella 4x100m sl.
- Europei

Madrid 2004: bronzo nella 4x100m sl.
Budapest 2006: bronzo nella 4x100m sl.
Budapest 2010: oro nella 4x100m misti, argento nella 4x100m sl e bronzo nei 50m sl.
Berlino 2014: oro nella 4x100m sl, argento nei 100m sl e nella 4x100m misti.
Londra 2016: oro nella 4x100m sl.
- Europei in vasca corta:

Fiume 2008: oro nella 4x50m sl e argento nei 100m sl.
- Europei giovanili

Linz 2002: oro nei 100m sl e nella 4x100m sl, argento nella 4x200m sl e bronzo nei 200m sl.